# Klaus Leeb
Pour les articles homonymes, voir Leeb.
Klaus Leeb (né le 16 janvier 1942 à Innsbruck) est un informaticien et mathématicien autrichien, professeur à l'Université d'Erlangen-Nuremberg jusqu'à sa retraite.

## Biographie
Leeb grandit à Wattens. En 1965, à l'âge de 23 ans, il obtient son doctorat sous la supervision de Gustav Lochs à l'Université d'Innsbruck avec une thèse intitulée Eine selbstduale Verallgemeinerung des Laskerschen Einzigkeitssatzes für Primärdarstellungen (« Une généralisation auto-duale du théorème d'unicité de Lasker pour les représentations primaires ») En 1972, il le premier professeur d'informatique nommé à l'Université d'Erlangen-Nuremberg, dans le domaine de l'informatique théorique, où il est resté jusqu'à sa retraite. Il a fait des séjours comme professeur invité à l'Université du Minnesota.

## Recherche
Klaus Leeb a contribué notamment à la théorie de Ramsey, en partie avec Ronald Graham et Bruce Lee Rothschild.
En 1971, Klaus Leeb est parmi les premiers récipiendaires du prix George-Pólya.

## Publications (sélection)
- Klaus Leeb et Giuseppe Pirillo, « Shuffle-compatible total orders », Annali di Matematica Pura ed Applicata (Série IV), vol. 153, no 1,‎ 1er décembre 1988, p. 1–26 (DOI 10.1007/BF01762383, zbMATH 0676.06001).
- Ronald Graham, Klaus Leeb et Bruce Lee Rothschild, « Ramsey's theorem for a class of categories », Advances in Mathematics, vol. 8, no 3,‎ 1er juin 1972, p. 417–433 (DOI 10.1016/0001-8708(72)90005-9 , zbMATH 0243.18011).